# Heather Carruthers
Heather Carruthers-McLean (Winnipeg, 4 januari 1993) is een Canadees langebaanschaatsster. Ze is gespecialiseerd op de sprint. Daarbij ligt de 500 meter haar beter dan de 1000 meter.
In het seizoen 2015-2016 lijkt ze de aansluiting te vinden bij de internationale top op deze afstand. Ze haalt op 6 december 2015 in Inzell voor het eerst een podiumplek tijdens een wereldbekerwedstrijd. In seizoen 2023/2024 maakte ze haar comeback onder de naam Carruthers.

## Persoonlijke records
| Afstand    | Tijd    | Datum            | Baan           |
| ---------- | ------- | ---------------- | -------------- |
| 500 meter  | 37,27   | 9 maart 2019     | Salt Lake City |
| 1000 meter | 1.14,36 | 26 februari 2017 | Calgary        |
| 1500 meter | 1.58,87 | 4 januari 2019   | Calgary        |
| 3000 meter | 4.31,69 | 16 februari 2013 | Calgary        |

## Resultaten
| Jaar | WK Sprint                | WK Afstanden                     | Olympische Spelen  | WK Junioren                               |
| ---- | ------------------------ | -------------------------------- | ------------------ | ----------------------------------------- |
| 2012 |                          |                                  |                    | 21e (10e, 26e, 14e, 24e) 4e achtervolging |
|      |                          |                                  |                    |                                           |
| 2015 | 23e (22e, 24e, 21e, 22e) | 22e 500m                         |                    |                                           |
| 2016 | 12e · (11e, 18e, , 14e)  | 9e 500m 23e massastart           |                    |                                           |
| 2017 | 7e (8e, 18e, 4e, 9e)     | 5e 500m 19e 1000m                |                    |                                           |
| 2018 |                          |                                  | 14e 500m 25e 1000m |                                           |
| 2019 | 12e (11e, 12e, 10e, 15e) | 9e 500m · 12e 1000m · teamsprint |                    |                                           |
| 2020 | 15e (10e, 18e, 13e, 18e) | 14e 500m 19e 1000m               |                    |                                           |
| 2021 |                          | 7e 500m 9e 1000m                 |                    |                                           |
| 2022 |                          |                                  | 27e 500m           |                                           |
|      |                          |                                  |                    |                                           |
| 2024 |                          | 23e 500m                         |                    |                                           |